# Суворовка (Северо-Казахстанская область)
Суворовка (каз. Суворовка) — село в районе Магжана Жумабаева Северо-Казахстанской области Казахстана. Входит в состав Октябрьского сельского округа. Находится примерно в 22 км к северо-северо-востоку (NNW) от города Булаево, административного центра района, на высоте 128 метров над уровнем моря на берегу озера Правдино. Код КАТО — 593665300.

## История
Основано в 1894 г. В 1928 г. состояло из 122 хозяйств, основное население — русские. Центр Суворовского сельсовета Исилькульского района Омского округа Сибирского края. В 1932 году Суворовский сельский совет был перечислен в состав Булаевского района Казахской АССР.

## Население
В 1999 году население села составляло 237 человек (120 мужчин и 117 женщин). По данным переписи 2009 года, в селе проживало 74 человека (36 мужчин и 38 женщин).